# Cristián Uribe
Cristián Roberto Uribe Lara (* 1. August 1976 in Concepción) ist ein ehemaliger chilenischer Fußballspieler. Der Mittelfeldspieler bestritt zwei Länderspiele für die Nationalmannschaft und wurde auf Vereinsebene einmal chilenischer Meister.

## Karriere

### Verein
Cristián Uribe begann seine Profikarriere 1994 beim CD Huachipato, wo er bereits in der Jugendmannschaft gespielt hatte. Nach seinem Wechsel 1999 zum CSD Colo-Colo auf Leihbasis wurde er erneut verliehen. Sein Leihklub Benfica Lissabon aus Portugal verpflichtete den Mittelfeldspieler nach Leihende fest. Bei den Portugiesen konnte er sich jedoch nicht durchsetzen kehrte erst per Leihe zu Huachipato, nach einer Zwischenstation beim brasilianischen Verein Portuguesa dann komplett zu dem chilenischen Verein. 2003 zog es Uribe erneut nach Portugal, wo er für Moreirense FC auflief. 2004 kehrte er nach Chile zurück, wo er auch bis zu seinem Karriereende blieb. Nach den kurzen Stationen 2004 bei Deportes La Serena und 2005 bei Deportes Concepción kam er 2006 zu Everton, mit denen er in der Apertura 2008 mit dem Meistertitel seinen größten sportlichen Titel feierte. 2010 ließ er seine Karriere bei den Rangers de Talca und San Luis ausklingen.

### Nationalmannschaft
Cristián Uribe bestritt im Februar 1999 in der chilenischen Nationalmannschaft seine einzigen beiden Länderspiele. Bei den beiden Freundschaftsspielen gegen Guatemala und die USA stand der Mittelfeldspieler nach seiner Einwechslung 23 bzw. bis zu seiner Auswechslung 69 Spielminuten auf dem Feld.
Zuvor hatte er bereits mit der U20-Nationalmannschaft an der Weltmeisterschaft 1995 teilgenommen und fünf Partien absolviert.

## Erfolge
Everton
- Chilenischer Meister: 2008-A